# Hiério (presidente)
Hiério (em latim: Hierius) foi um oficial bizantino do início ou meados do século V, Presumivelmente pagão e governador provincial com o ofício de presidente (praeses), foi destinatário duma carta de Isidoro de Pelúsio acerca da prolongada fama conquistada por governadores virtuosos. Isidoro comenta que caso concordem sobre religião, ele daria a Hiério mais razões para gozar da virtude.